# Purussaurus
Genre
Purussaurus est un genre fossile de crocodiliens de grande taille apparentés aux caïmans, vivant en Amérique du Sud pendant le Miocène, il y a entre 20,4 et 5,3 millions d'années. Il est connu à partir de squelettes fossiles mis au jour au Brésil, en Amazonie colombienne et péruvienne, ainsi que dans le Nord du Venezuela.

## Historique
Au cours de l'été 2005, l'expédition franco-péruvienne Fitzcarraldo a trouvé des fossiles de nouveaux Purussaurus dans l'Amazonie péruvienne à 600 km environ de Lima.

## Description

Comparatif de taille entre Purussaurus et d'autres grands crocodiliens disparus (sauf le Crocodile marin en vert) avec l'Homme.

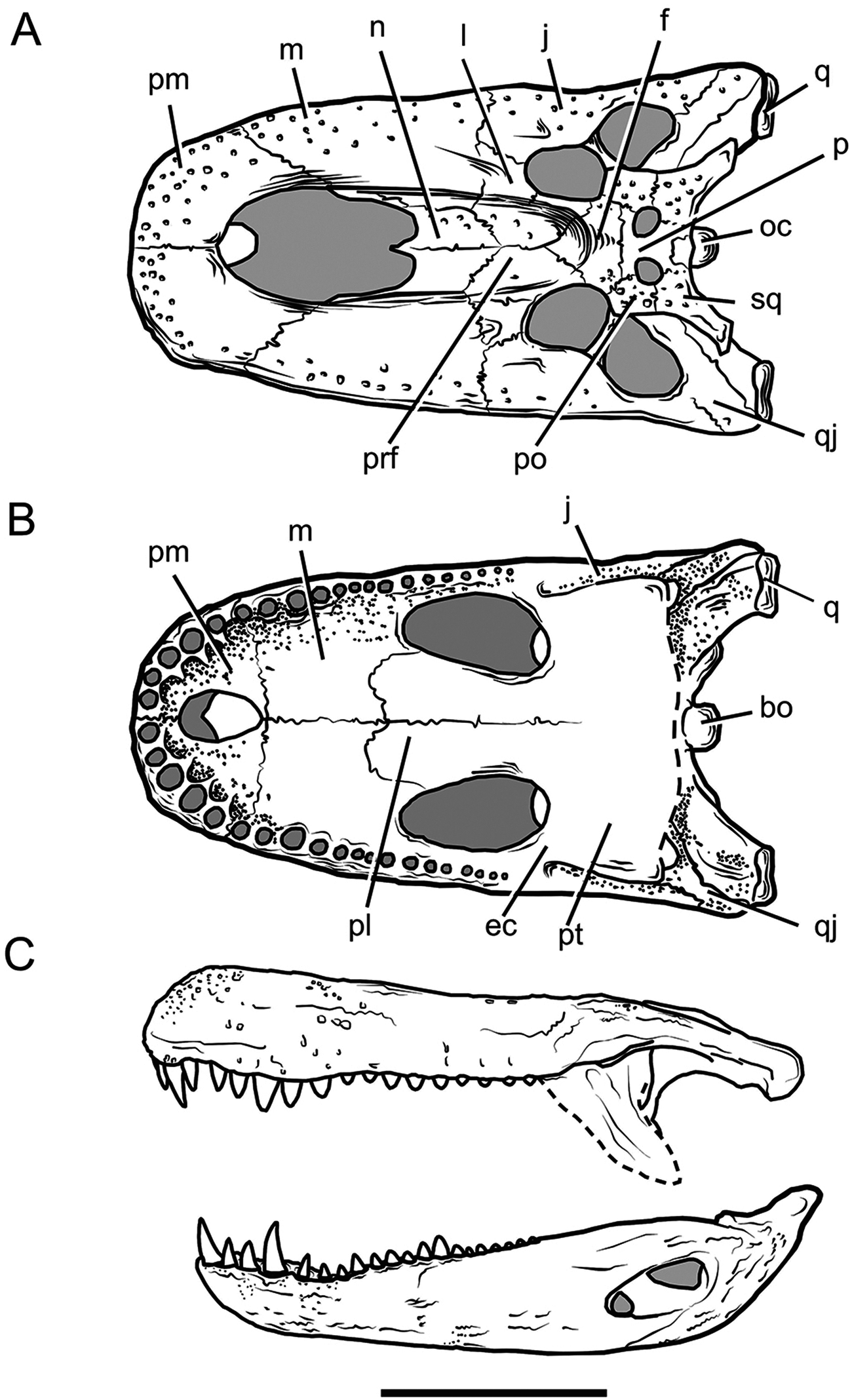
Diagramme ostéographique scientifique (non-paléoartistique : il n'y a pas d'éléments imaginés) du crâne de Purussaurus brasiliensis.

La longueur estimée du crâne pour un individu de la grande espèce Purussaurus brasiliensis est de 1,40 m, ce qui fait penser que l'animal mesurait 10,30 m de long.
Une étude publiée en 2015 estime que cette espèce devait probablement mesurer environ 12,50 m pour un poids de 8,4 tonnes, ce qui signifie que Purussaurus est l'un des plus grands crocodiliens connus qui ait jamais existé, bien que cette estimation soit controversée. Sa ration alimentaire journalière moyenne est évaluée à 40 kilogrammes.

## Autres crocodiliens de grande taille
Un autre Alligatoroidea fossile, Deinosuchus, était de taille similaire, mais il vivait au Crétacé supérieur (en Amérique du Nord).
Rhamphosuchus, également de taille similaire, vivait aussi au Miocène (en Inde), mais il est classé parmi les Gavialidae.

## Liste des espèces
- † Purussaurus brasiliensis Barbosa Rodrigues, 1892 (espèce type)
- † Purussaurus mirandai Aguilera et al., 2006
- † Purussaurus neivensis Mook, 1941